# (24808) 1994 TN1
1994 تي أن 1 (ويعرف أيضًا باسم (24808) 1994 تي أن 1 وفق تسمية الكوكب الصغير) (بالإنجليزية: 1994 TN1)‏ هو كويكب ضمن حزام الكويكبات؛ وترتيبه 24808 من حيث الاكتشاف.
اكتُشف هذا الجُرم الفلكي بواسطة Kin Endate ‏ في 2 أكتوبر 1994.

## وصلات خارجية
- (24808) 1994 TN1 في قاعدة بيانات مختبر الدفع النفاث لأجرام النظام الشمسي الصغيرة

- الاكتشاف · مخطط المدار ·  العناصر المدارية · المعلمات المادية

- (24808) 1994 TN1 على موقع ويكي سكاي: DSS2, SDSS, GALEX, IRAS, Hydrogen α, X-Ray, Astrophoto, Sky Map, Articles and images